# Саберхаген, Фред
Фред Томас Саберхаген (англ. Fred Thomas Saberhagen; 18 мая 1930 — 29 июня 2007) — американский писатель, основные его произведения созданы в жанрах научной фантастики и фэнтези. Самым известным его произведением является цикл «Берсеркер», состоящий из 10 романов и ряда рассказов. Он также написал ряд романов, в которых вампиры (включая всем известного Дракулу) являются главными героями, и серию постапокалиптических романов, в которых на место науки встала магия.

## Биография
Фред Саберхаген родился в Чикаго. Там же окончил колледж Райт-Джуниор. Служил в ВВС США, затем работал как гражданский техник электроники. В то же время он писал научные и технические статьи для Энциклопедии Британника. Первый опубликованный рассказ — «Том ПАА-ПИКС» (Galaxy, 1961). Первый роман Саберхагена «Золотой народ» (1964) — космическая опера.
Саберхаген умер от рака простаты в Альбукерке, Нью-Мексико.

### Сериал «Дракула»
1. The Dracula Tape (1975)
2. The Holmes-Dracula File (1978)
3. An Old Friend of the Family (1979)
4. Thorn (1980)
5. Dominion (1982)
6. «From the Tree of Time» (1982) (короткий рассказ)
7. A Matter of Taste (1990)
8. A Question of Time (1992)
9. Seance for a Vampire (1994)
10. A Sharpness on the Neck (1996)
11. Vlad Tapes (2000)
12. «Box Number Fifty» (2001)
13. A Coldness in the Blood (2002)

### Конец Земли

#### Восточная империя
1. Разорённые земли (1968)
2. Чёрные горы (1971)
3. Земля под властью волшебства (1973)
4. Ardneh’s Sword (May 2006)

#### Книги мечей
1. Первая книга мечей (1983)
2. Вторая книга мечей (1983)
3. Третья книга мечей (1984)

#### Books of Lost Swords
1. Woundhealer’s Story (1986)
2. Sightblinder’s Story (1987)
3. Stonecutter’s Story (1988)
4. Farslayer’s Story (1989)
5. Coinspinner’s Story (1989)
6. Mindsword’s Story (1990)
7. Wayfinder’s Story (1992)
8. Shieldbreaker’s Story (1994)

#### Short Story Anthologies
1. An Armory of Swords (1995)
  1. Blind Man’s Blade by Fred Saberhagen
  2. Woundhealer by Walter Jon Williams
  3. Fealty by Gene Bostwick
  4. Dragon Debt by Robert E. Vardeman
  5. The Sword of Aren-Nath by Thomas Saberhagen
  6. Glad Yule by Pati Nagle
  7. Luck of the Draw by Michael A. Stackpole
  8. Stealth and the Lady by Sage Walker

### Берсеркер
1. Берсеркер (1967) (сборник рассказов)
2. Брат убийца (1969)
3. Планета берсеркера (1974; 1975)
4. Человек-берсеркер (1979)
5. Заклятый враг (1979)
6. The Berserker Wars (1981)
7. База берсеркера (1985)
8. Трон берсеркера (1985);
9. Берсеркер «Синяя смерть» (1985)
10. The Berserker Attack (1987)
11. Berserker Lies (1991)
12. Безжалостный убийца (1993)
13. Слепая ярость (1997)
14. Шива из стали (1998)
15. Berserkers: The Beginning (1998)
16. Berserker’s Star (2003)
17. Berserker Prime (2003)
18. Berserker Man: Mega Book (2004)
19. Berserker Death: Mega Book (2005)
20. Rogue Berserker (2005)

### Книга богов
1. Лик Аполлона (1998)
2. Нить Ариадны (1999)
3. Руки Геркулеса (2000)
4. God of the Golden Fleece (2001)
5. Gods of Fire and Thunder (2002)

### Boris Brazil series
- «Planeteer» (1961)

1. The Golden People
2. The Water of Thought

### Pilgrim, the Flying Dutchman of Time series
1. Pyramids (1987)
2. After the Fact (1988)

- Pilgrim (1997) (Объединение двух предыдущих романов)

### Произведения, не входящие в серии
- The Veils of Azlaroc (1978)
- Love Conquers All
- The Mask of the Sun (1981)
- The Golden People
- Витки (с Роджером Желязны) (1981)
- Specimens (1981)
- Octagon (1981)
- A Century of Progress (1983)
- The Frankenstein Papers (1986)
- The White Bull (1988)
- Чёрный трон (в соавторстве с Роджером Желязны) (1990)
- Bram Stoker’s Dracula (в соавторстве с James V. Hart) (1992) новеллизация фильма режиссёра Фрэнсиса Форда Копполы.
- Dancing Bears (1995)
- Merlin's Bones (1995)
- The Arrival (Земля: Последний конфликт) (1999)

### Сборники, не входящие в серии
- The Book of Saberhagen (1975)
- Earth Descended (1981)
- Saberhagen: My Best (1987)

### Антологии
- A Spadeful of Spacetime (1981)
- Pawn to Infinity (1982) (в соавторстве с Joan Saberhagen)
- Machines That Kill (1984) (в соавторстве с with Martin H. Greenberg)